# Moussy-Verneuil
Moussy-Verneuil ist eine französische Gemeinde mit 139 Einwohnern (Stand: 1. Januar 2022) im Département Aisne in der Region Hauts-de-France. Sie gehört zum Arrondissement Laon und zum Kanton Villeneuve-sur-Aisne.

## Lage
Die Gemeinde Moussy-Verneuil liegt am Oise-Aisne-Kanal im Höhenzug Chemin des Dames, 17 Kilometer südlich von Laon. Nachbargemeinden von Moussy-Verneuil sind Vendresse-Beaulne im Nordosten, Moulins und Paissy im Osten, Bourg-et-Comin im Südosten, Pont-Arcy im Süden, Soupir im Westen sowie Braye-en-Laonnois im Nordwesten.

## Bevölkerungsentwicklung
| Jahr                       | 1962 | 1968 | 1975 | 1982 | 1990 | 1999 | 2006 | 2018 | 2022 |
| -------------------------- | ---- | ---- | ---- | ---- | ---- | ---- | ---- | ---- | ---- |
| Einwohner                  | 122  | 128  | 109  | 92   | 103  | 113  | 130  | 120  | 139  |
| Quellen: Cassini und INSEE |      |      |      |      |      |      |      |      |      |

## Sehenswürdigkeiten
- Kirche Saint-Ferry-et-Saint-Ferréol in Verneuil
- Kirche Saint-Jean-Baptiste in Moussy
- Ein Oratorium und ein Lavoir, beides in Moussy
- Schloss in Verneuil aus dem 17. Jahrhundert
- Lavoir

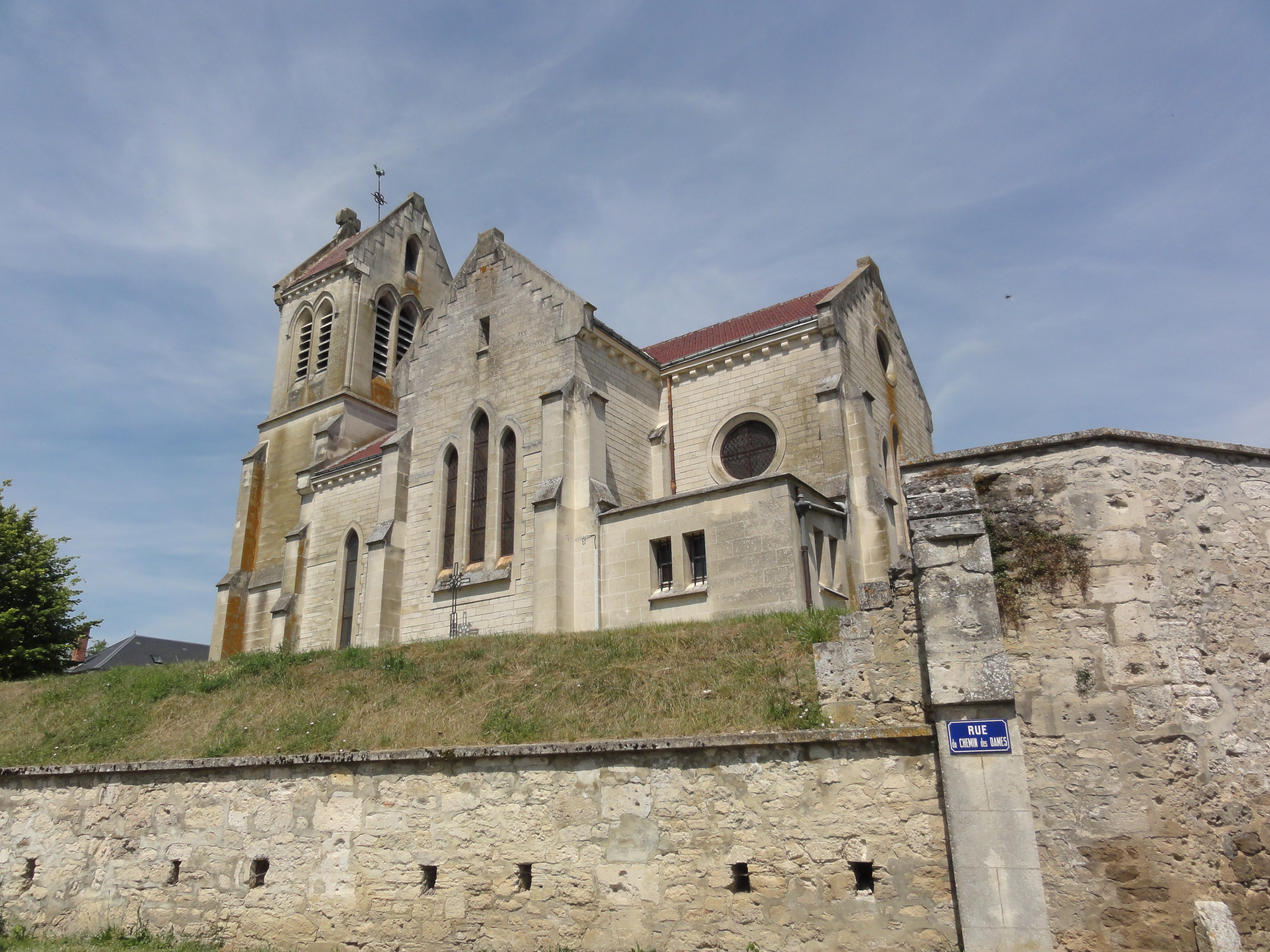
Kirche Saint-Ferry-et-Saint-Ferréol
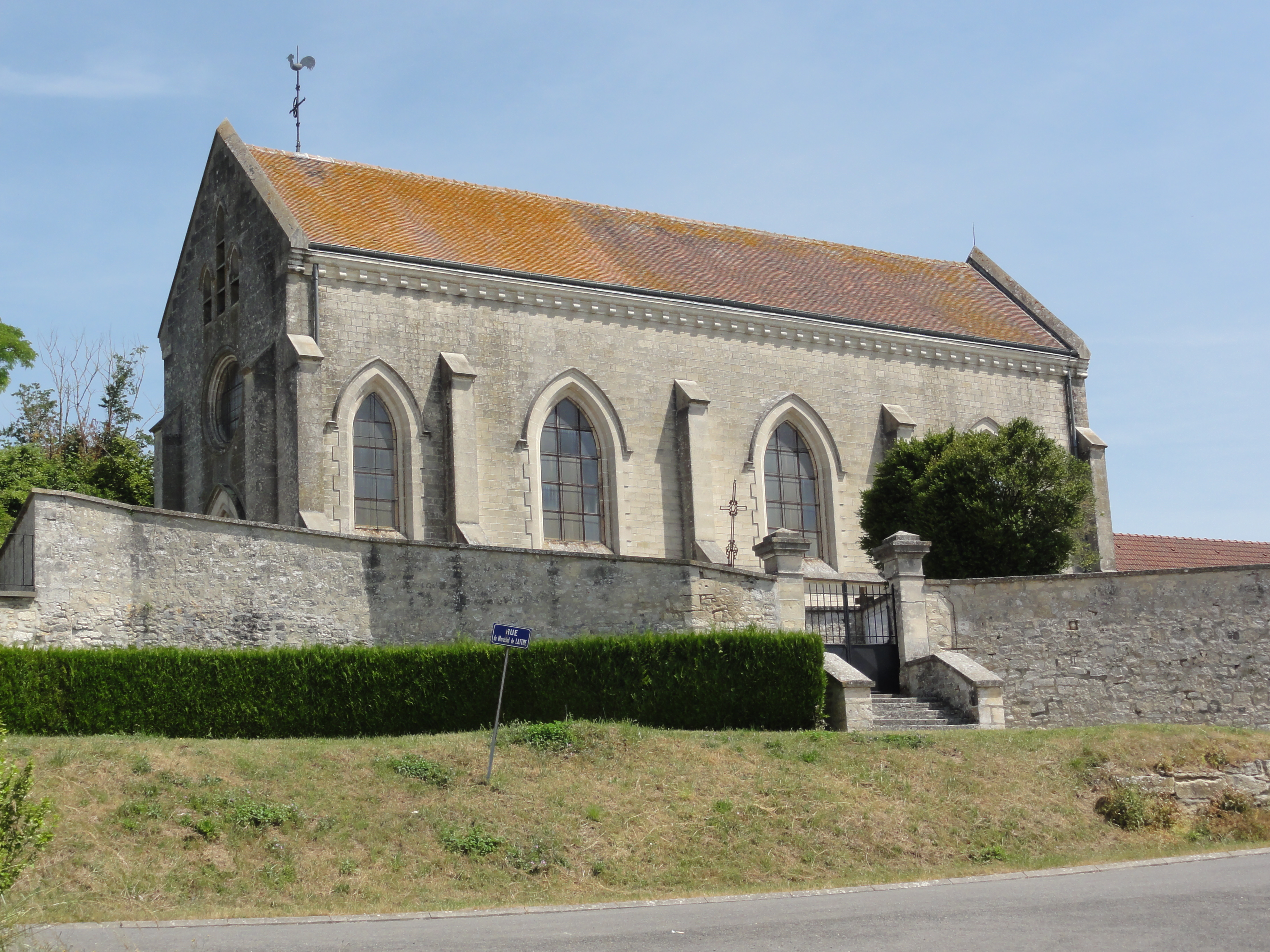
Kirche Saint-Jean-Baptiste
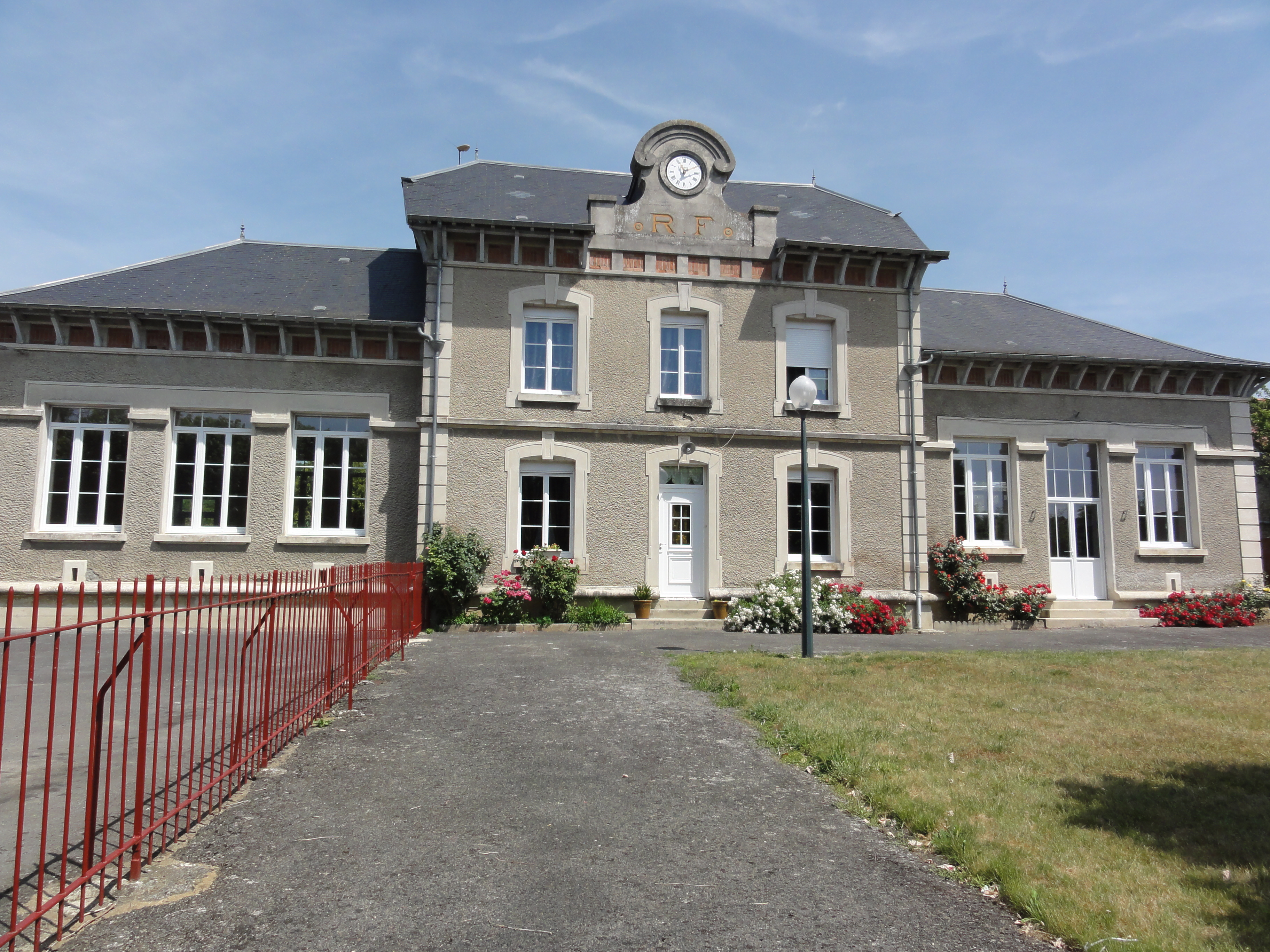
Mairie in Verneuil
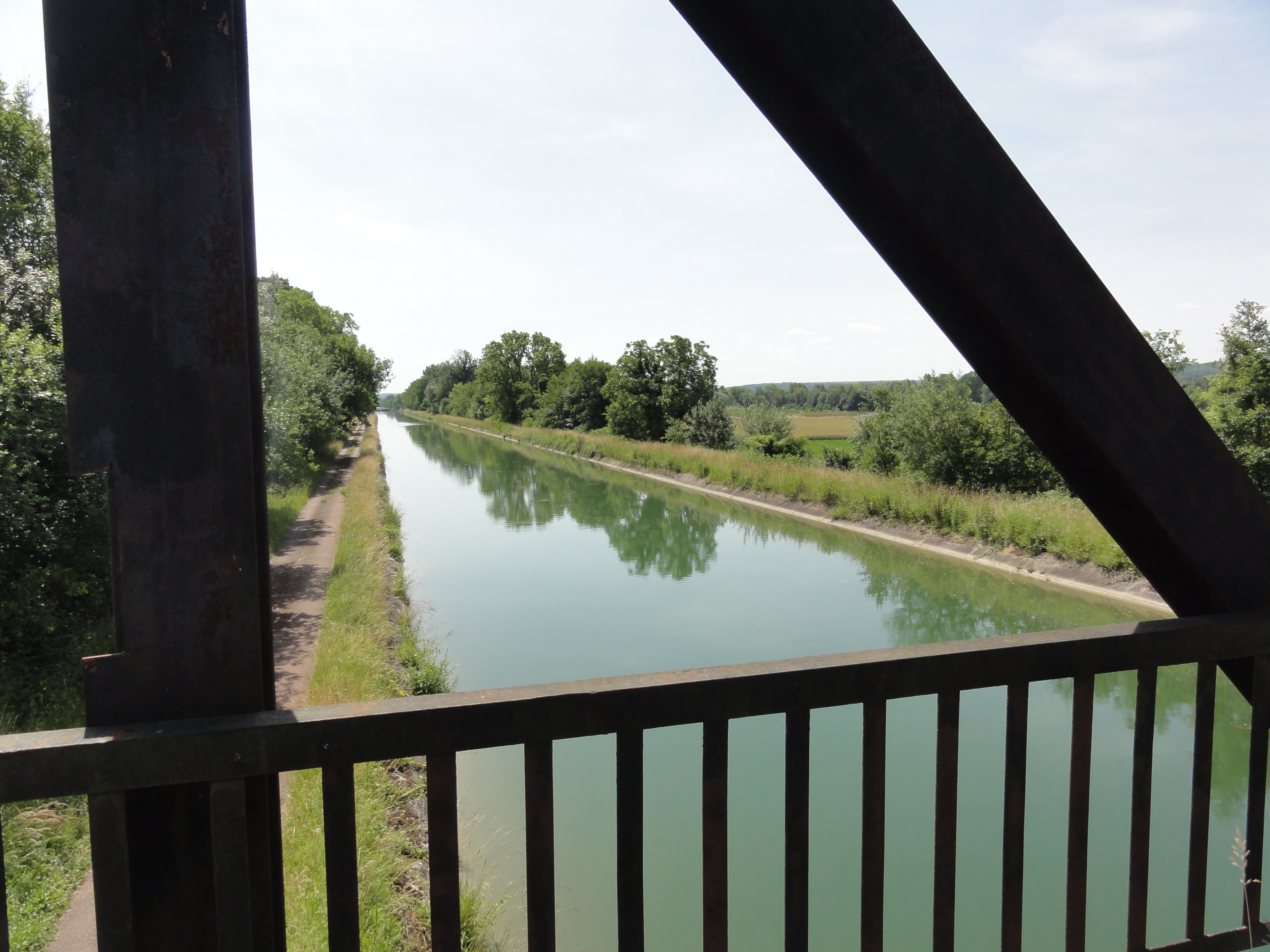
Brücke über den Oise-Aisne-Kanal
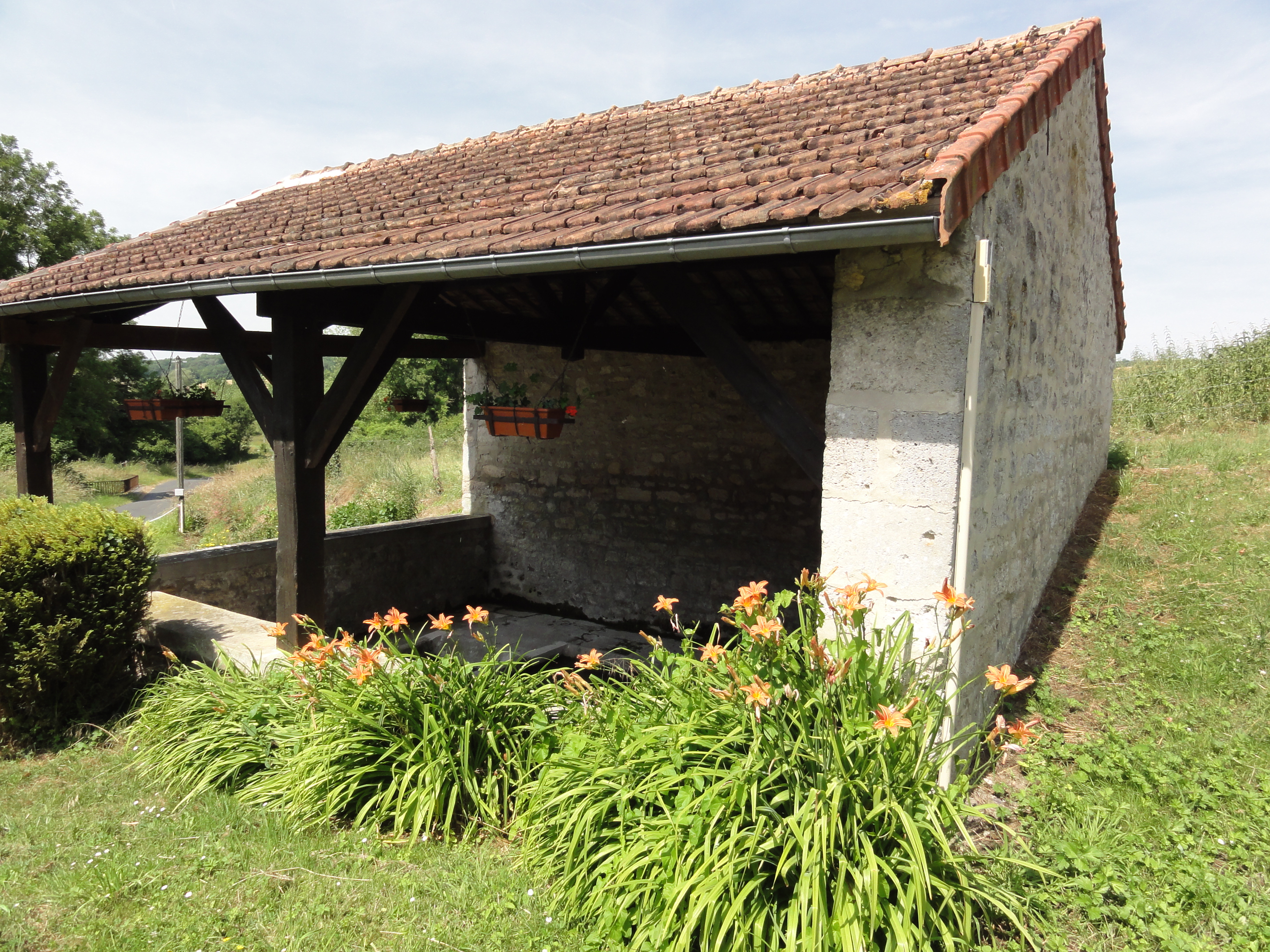
Ehemaliges Lavoir